# ペントリニウム
ペントリニウム(Pentolinium)は、ニコチン性アセチルコリン受容体のアンタゴニストとして作用する神経節阻害剤である。手術中や高血圧性クリーゼの制御のために用いられる。アドレナリン作動性神経のアセチルコリン受容体に結合し、ノルアドレナリンやアドレナリンの放出を妨げることで作用する。この受容体を阻害すると、平滑筋の弛緩と血管拡張が起こる。ペントリニウムは経口、筋肉注射、静脈注射で投与することができる。